# الكالسيوم المرجاني
الكالسيوم المرجاني هو ملح الكالسيوم المستمد  من الشعب المرجانية المتحجرة (أساسًا من الحجر الجيري والرواسب الساحلية).وفد تم الترويج له كعلاج بديل- غير مثبت علميًا- لعدد من الحالات الصحية

## الكيمياء
يتكون الكالسيوم المرجاني من كربونات الكالسيوم (CaCO3) مع كميات صغيرة من الماغنيسيوم والعناصر النزرة. كربونات الكالسيوم من المرجان مشابه لكربونات الكالسيوم من المصادر أخرى، مع كميات متفاوتة من العناصر النزرة. وقد أولِي اهتماما كبيرا لقدرة كربونات الكالسيوم  على تغيير درجة الحموضة (أو القلوية) للمحاليل ذات الأساس المائي التي تضاف اليها. وفيما يتعلق بدرجة الحموضة والقلوية، فإن مكون الكالسيوم أقل أهمية من مكون الكربونات، الذي يشبه كيميائيا البيكربونات في صودا الخبز. المرجان الكالسيوم هو مصدر للكالسيوم، ومعدن ضروري للحياة البشرية. الكالسيوم المرجاني  مصدر للكالسيوم، الذي يعتبر ومعدنا ضروريًا للحياة البشرية. للمرجان المرجان بنية كيميائية مشابهة جداً لتكوين العظام البشرية، وفي بعض الأحيان يستخدم كمادة لترقيع العظام.

## الإنتاج
تستخرج الحبيبات المرجانية من أسرة الشعاب المرجانية المتحجرة على الساحل وتضخ من أسرة الشعاب المرجانية في المياه الضحلة. ثم تسحق الحبيبات إلى مسحوق ناعم ، وتعامل حراريًا في درجة حرارة  تصل إلى 1,000 درجة فهرنهايت (538 درجة مئوية) مع/ أو المعالجة بالأوزون حسب درجة الحرارة. المنتج للنهائي إما أن يُعبأ كمسحوق في أكياس، أو يُخلط مع ثاني أكسيد السيليكون (عامل مكافحة التكثف)، دقيق الأرز، والمغنيسيوم ستيرات التي تعمل كمواد تشحيم، ثم تُغلف وتُعبأ في زجاجات للبيع بالتجزئة

## المزاعم الصحية
تم الترويج للكالسيوم المرجاني كعلاج بديل لعدد من الحالات الصحية بما في ذلك السرطان. لا توجد هناك أي أدلة طبية تدعم هذه المزاعم الصحية، وتم تصنيفه من قبل إدارة الغذاء والدواء في الولايات المتحدة الأمريكية كعلاج وهمي للسرطان يجب على المستهلكين تجنبه. وقد قاضت لجنة التجارة الفيدرالية  عددًا من الأشخاص لزعمهم فوائد صحية غي مثبتة للكالسيوم المرجاني  وقد أصدر المركز الوطني للطب البديل والتكميلي تحذيرًا للمستهلكين بشأن الادعاءات التجارية الكاذبة والمضللة الخاصة بمكملات الكالسيوم المرجاني.

## المخاوف الصحية والبيئية
حياة الشعب المرجانية معرضة للخطر ولا يمكن أن تُحصد دون إلحاق ضرر بالنظام البيئي«النظام الإيكولوجي» وبسبب هذا، يتم حصاد الكالسيوم المرجاني بطحن رواسب الحجر الجيري فوق الأرض التي كانت يومًا ما جزءًا من الشعاب المرجانية. الكالسيوم من المصادر المرجانية يحتاج إلى تنقية لإزالة ملوثات المصدرالبيئي. يتم تسويق الكالسيوم المرجاني كمكمل غذائي،لكن فوائده الزائدة عن مكملات الكالسيوم الأخرى غير مثبتة وغير مُرجحة بيولوجيًا، وقد أُدين عدة مسوقين  بتهم الاحتيال  وطولبوا بدفع مبلغ 20.4 مليون والامتناع عن إصدار ادعاءات لا سند لها في المستقبل. بالإضافة إلى ذلك، فقد امتصت الشعاب المرجانية  قرب أوكيناوا كميات عالية نسبيًا من الرصاص والزئبق، ما يؤدي إلى القلق بأن هذه المكملات الغذائية الغير طبيعية قد تكون ملوثة. علاوة على ذلك، تأخذ الشعاب المرجانية آلاف السنين للنمو، مما يؤدي إلى المخاطر البيئية.